# Webb Williams
Webb Williams, (nacido en el año 1954 en Texas) es un exjugador de baloncesto estadounidense. Con 2.04 de estatura, jugaba en la posición de ala-pívot

## Trayectoria deportiva

### Universidad
Jugó durante cuatro temporadas con los Aggies de la Universidad de Texas.

### Profesional
Lo ficha José Luis Rubio, que fue un dirigente de baloncesto muy activo en Zaragoza, jugando 3 años en el CN Helios, una normal que erradicaba a los extranjeros en el baloncesto español le deja fuera del equipo aragonés, y está un año sin jugar. Luego jugaría en el Saski Baskonia para la temporada 1978-1979, después de un año en Vitoria donde sería el máximo anotador de la competición con 33,2 puntos. Luego volvería a Zaragoza, donde había echado raíces, para jugar en el CN Helios.